# Монсен
Монсен (фр. Monsin) — остров на территории Льежа. Остров возник в ходе строительства Альберт-канала и параллельного ему небольшого канала Монсен. Остров имеет форму половины эллипса. Площадь — 1,19 км², длина — 2,2 км, в самом широком месте — 750 м.

## Достопримечательности
На южной оконечности острова расположен памятник королю бельгийцев Альберту I работы Марселя Рау.

## Промышленность
В 1937 году на острове были построены доки и был заложен порт Льежа.
Железнодорожная ветка связывает порт с расположенным к северу от Льежа островом Шерталь, где находятся металлургические заводы, сегодня принадлежащие ArcelorMittal.
На юго-западе острова находятся две электростанции: дизельная электростанция, построенная в 1973 и закрытая в 2015; и гидроэлектростанция, построенная в 1954 году и используемая до сих пор.